# Беловод

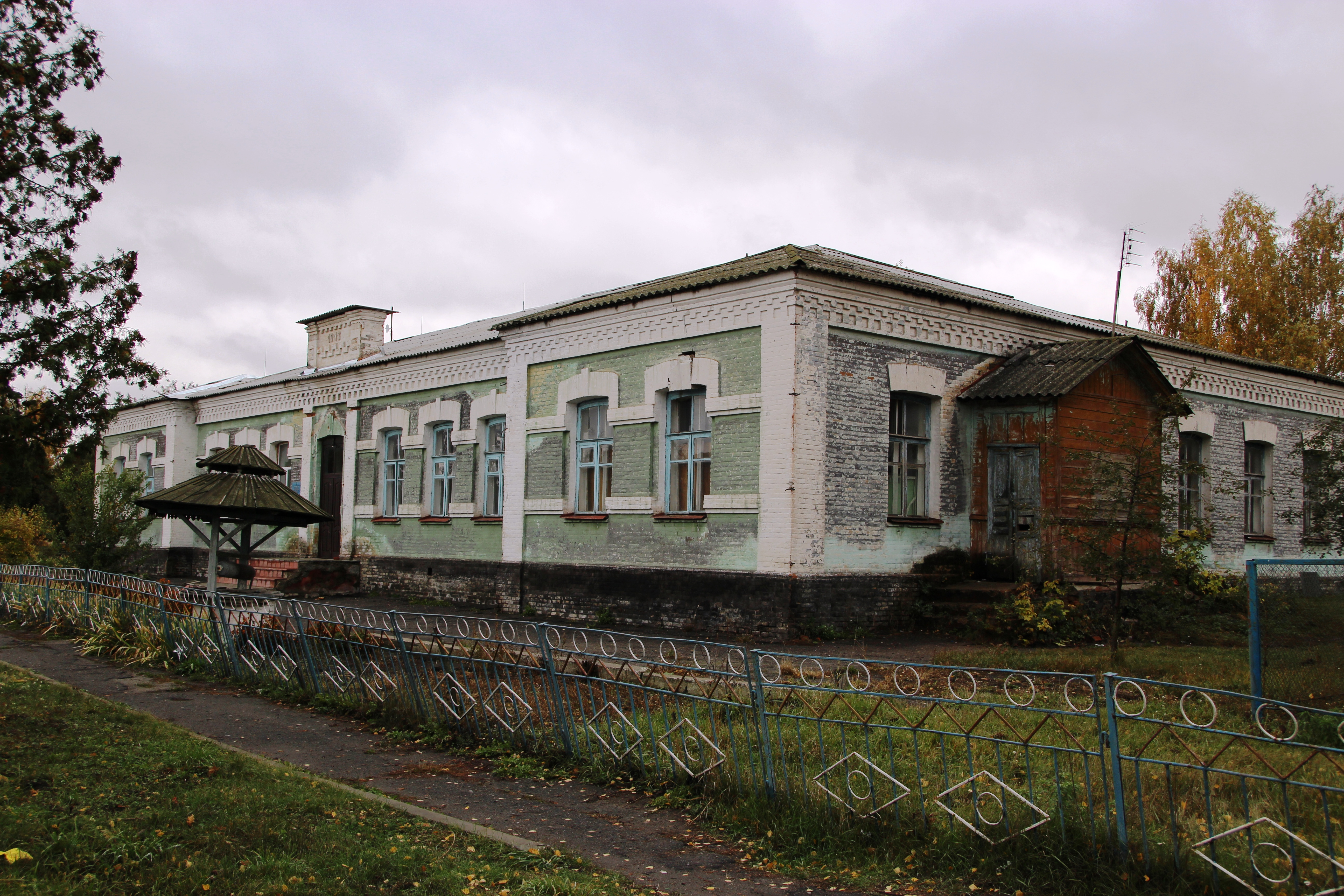
Земская школа

Белово́д (укр. Біловод) — село, Роменская городская община, Роменский район, Сумская область, Украина.
Код КОАТУУ — 5924182001. Население по переписи 2001 года составляло 1011 человек.

## Географическое положение
Село Беловод находится на левом берегу реки Сула, выше по течению на расстоянии в 1,5 км расположено село Бобрик, ниже по течению на расстоянии в 0,5 км расположено село Поповка, на противоположном берегу — сёла Пески и Садовое. Река в этом месте извилистая, образует лиманы, старицы и заболоченные озёра. Рядом проходят автомобильная дорога Т-1907 и
железная дорога, станция Беловоды в 1,5 км.
Недалеко от села находится Беловодский заказник.

## История
- Первое упоминание о селе Беловод относится к 1715 году, когда согласно универсалу гетмана Скоропадского село отдали бунчуковому товарищу Семёну Васильевичу Чуйкевичу (1674—1767) — сыну Василия Никифоровича Чуйкевича.

## Экономика
- Молочно-товарная ферма.
- Беловодский комбинат хлебопродуктов, ОАО.
- «Беловоды», агрофирма, ООО.
- «Ранок», агрофирма, ООО.

## Объекты социальной сферы
- Школа.